# Chicago Tribune
Pour les articles homonymes, voir Chicago (homonymie).
Le Chicago Tribune est le principal quotidien de la ville de Chicago et de la région du Midwest des États-Unis. Se vantant, lui-même, d'avoir été dans le passé le World's Greatest Newspaper (en français « le plus grand journal du monde »), il est aujourd'hui toujours l'un des dix principaux quotidiens des États-Unis.
Le journal appartient à Tribune Media, qui possède également le Los Angeles Times (second quotidien américain) et six autres journaux aux États-Unis, plusieurs chaînes de télévision et de radio et une équipe professionnelle de baseball de Chicago, les Cubs.

## Histoire

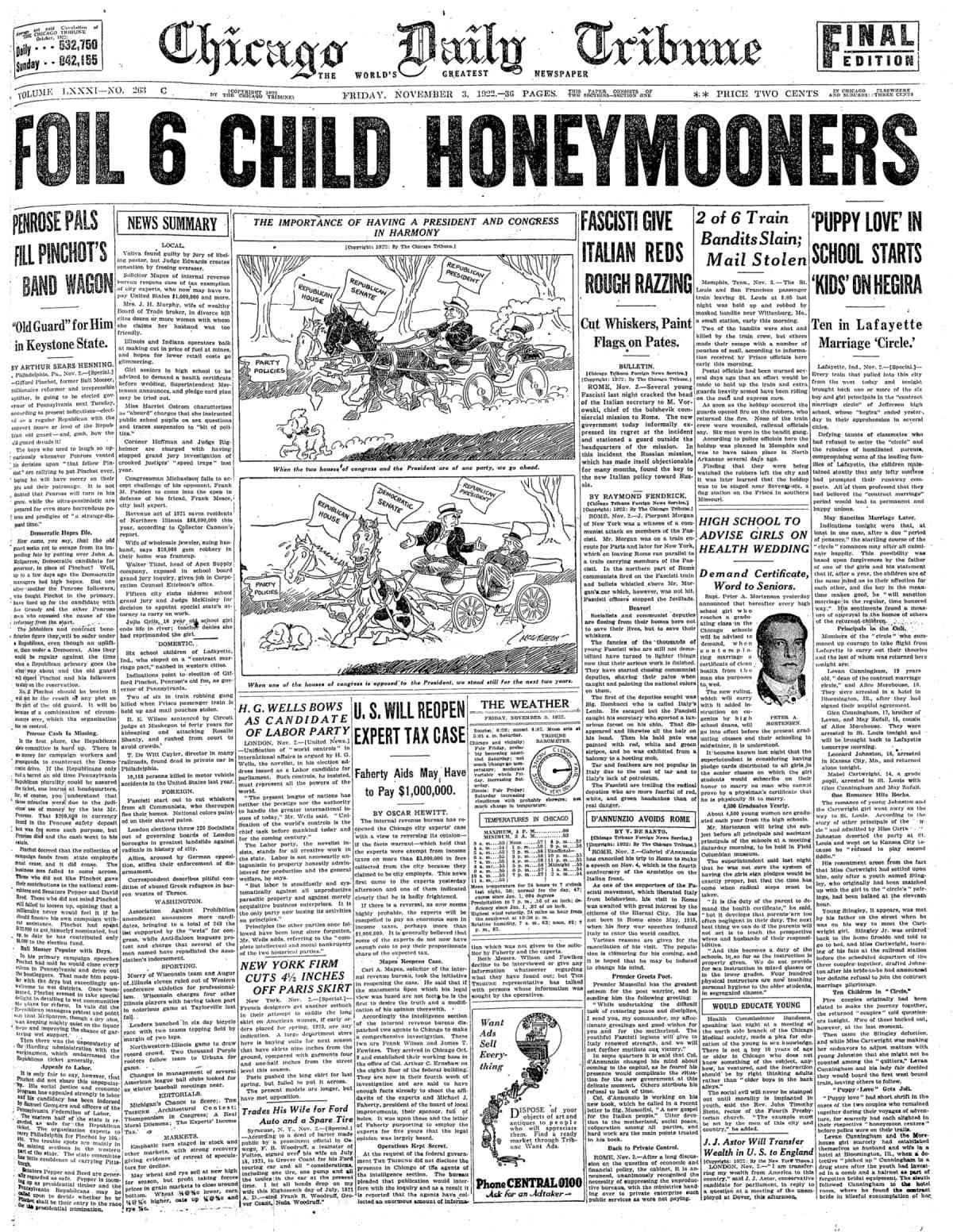
Page couverture du 3 novembre, 1922.

La Tribune fut fondée par James Kelly, John E. Wheeler et Joseph K.C. Forrest et son premier numéro fut publié le 10 juin 1847. Le journal connut de nombreux changements de propriétaires et d'éditeurs lors des huit années suivantes. À l'origine, la Tribune n'était pas affiliée politiquement mais soutenait plutôt les partis Whig et Free Soil contre les Démocrates lors des élections.
Dès la fin de 1853, il arrivait fréquemment qu'elle publie des éditoriaux xénophobes visant étrangers et catholiques. À la même époque, elle devint également partisane de la tempérance. Aussi nativiste que ses éditoriaux aient pu être, ce n'est pas avant le 10 février que la Tribune s'affilia formellement aux nativistes américains, ou parti Know Nothing, dont le candidat Levi Boone fut élu maire de Chicago le mois suivant.
Durant l'année 1855, Joseph Medill et Charles Ray rachetèrent les actions du journal et prirent en charge son contenu éditorial. Sous leur direction, la Tribune prit ses distances d'avec les Know Nothings et devint l'organe de presse principal du Parti républicain à Chicago. Le journal continue cependant de publier des éditoriaux anti-catholiques et anti-irlandais . Les nouveaux éditeurs de la Tribune rachetèrent également trois autres publications de Chicago: le Free West en 1855, la Democratic Press en 1858, et le Chicago Democrat en 1861, dont l'éditeur, John Wentworth, quitta son emploi pour devenir maire de Chicago. Entre 1858 et 1860, le journal se nommait le Chicago Press & Tribune. Après novembre 1860 il devint le Chicago Daily Tribune. Avant et pendant la Guerre de Sécession, les nouveaux éditeurs soutiennent l'abolition de l'esclavage et Abraham Lincoln, que Medill aida à obtenir la présidence en 1860. Le journal continua lors des années qui suivirent à soutenir la politique des Républicains.
En 1861, la Tribune publia les nouvelles paroles de la fameuse chanson John Brown's Body de William Weston Patton (en), qui rivalisa avec The Battle Hymn of the Republic publié deux mois plus tard par Julia Ward Howe. Medill devint maire de Chicago pour une législature après le Grand incendie de Chicago de 1871. La chaîne de taverne Billy Goat Tavern, fut rendue célèbre grâce en partie au Chicago Tribune qui lui accorda quelques colonnes dans son journal.
Au début des années 1930, Alfred Perlès et Henry Miller travaillent pour l'antenne parisienne du Chicago Tribune. Le journal a sévèrement critiqué le gouvernement de Franklin Roosevelt dans les années 1930, en particulier pour ses orientations économiques. Il tenait un compte à rebours du temps qu'il restait avant les élections de 1936, indiquant en première page : « Plus que X jours pour sauver notre pays. »

### Difficultés économiques
Début 2007, Sam Zell, un magnat américain de l'immobilier a racheté la Tribune Company (devenue  via un leverage buy out et 315 millions de dollars en avril 2007 et en faisant rentrer les salariés au capital. Le groupe subit la crise de la presse avec la baisse des revenus publicitaires. En janvier 2008, il revend les studios Warner Bros pour 125 millions de dollars. Il revend également ses parts dans un réseau de télévision câblée pour 650 millions de dollars. Le groupe procède à 500 licenciements dans le groupe (qui compte alors 16 000 personnes). Son propriétaire annonce même en février envisager de vendre le Wrigley Field, le stade où joue les Cubs de Chicago. À l'été 2008, la tour historique du journal, la Tribune Tower est mise en vente et 80 journalistes (sur les 570 de la rédaction) sont licenciés. Le journal réduit également sa pagination.
En novembre 2008, le groupe lourdement endetté, s'est placé sous le chapitre 11, la loi des faillites aux États-Unis.

## Opinions
En 2007, une déclaration de principes fut publiée dans les éditions papier et numérique du journal. Le bureau des rédacteurs définissait ainsi la philosophie du journal :
« The Chicago Tribune believes in the traditional principles of limited government; maximum individual responsibility; minimum restriction of personal liberty, opportunity and enterprise. It believes in free markets, free will and freedom of expression. These principles, while traditionally conservative, are guidelines and not reflexive dogmas.
The Tribune brings a Midwestern sensibility to public debate. It is suspicious of untested ideas.
The Tribune places great emphasis on the integrity of government and the private institutions that play a significant role in society. The newspaper does this in the belief that the people cannot consent to be governed unless they have knowledge of, and faith in, the leaders and operations of government. The Tribune embraces the diversity of people and perspectives in its community. It is dedicated to the future of the Chicago region. »

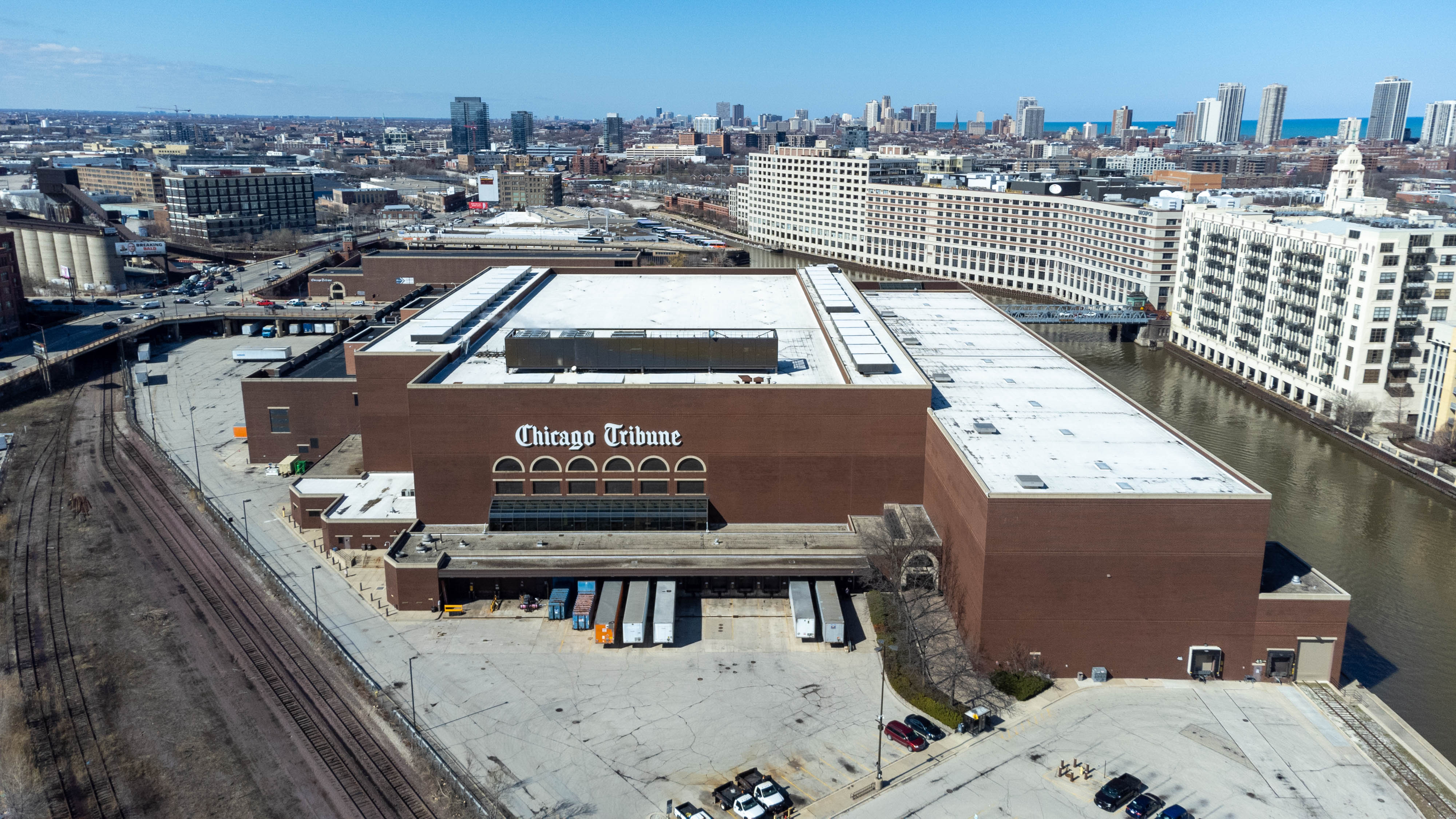
Bâtiment où sont imprimés quotidiennement les journaux, dans le quartier de River West à Chicago.

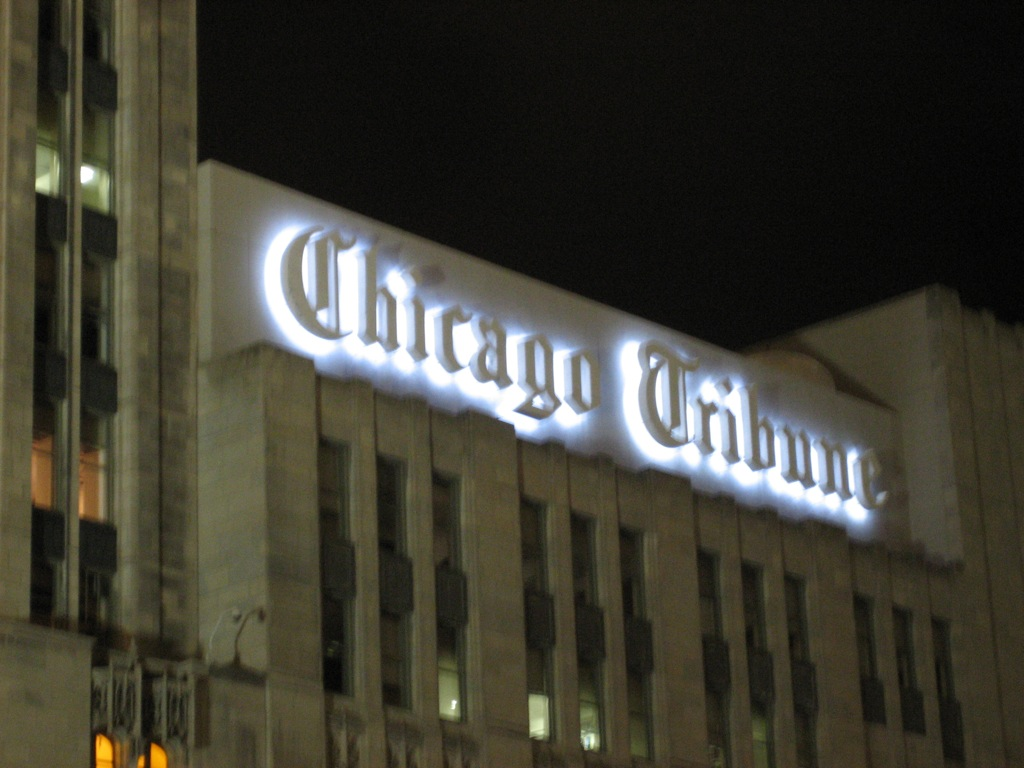
Enseigne du Chicago Tribune sur la Tribune Tower.

Le Chicago Tribune est resté économiquement conservateur, étant par exemple très sceptique sur le salaire minimum ou l'augmentation des dépenses. Le journal a néanmoins critiqué l'administration Bush sur les libertés civiles, l'environnement et beaucoup d'aspects de sa politique étrangère, mais a soutenu sa présidence.
En 2004, le journal soutient George Bush pour sa seconde élection contre le démocrate John Kerry mais en 2008, le Chicago Tribune annonce son soutien au candidat démocrate Barack Obama contre le républicain McCain. C'est la première fois, en 161 ans d'histoire, que le journal soutient un candidat démocrate aux présidentielles américaines.
Dans le passé, le journal avait soutenu des candidats autres que républicains comme Theodore Roosevelt qui se présentait alors sous l'étiquette du Parti progressiste contre le président républicain sortant William Howard Taft. Mais dans les dernières décennies, il avait toujours soutenu le camp républicain aux présidentielles mais avait commencé à soutenir quelquefois des candidats démocrates à d'autres élections comme Bill Foster ou Barack Obama pour le Sénat américain ou Melissa Bean pour la Chambre des représentants.
En 1998, le journal soutint le républicain George Ryan pour l'élection au poste de gouverneur de l'Illinois, le journal par la suite mena des enquêtes et rapporta les scandales lorsque ce dernier était secrétaire d'État de l'Illinois. Ryan ne se représenta pas pour une réélection en 2002 et fut par la suite condamné et emprisonné.
En novembre 2008, lors de son inculpation pour une autre affaire, il a été révélé que le gouverneur de l'Illinois Rod Blagojevich avait essayé de faire pression sur le journal pour le renvoi de journalistes qui le critiquaient contre une importante aide financière.

## La Tribune Tower

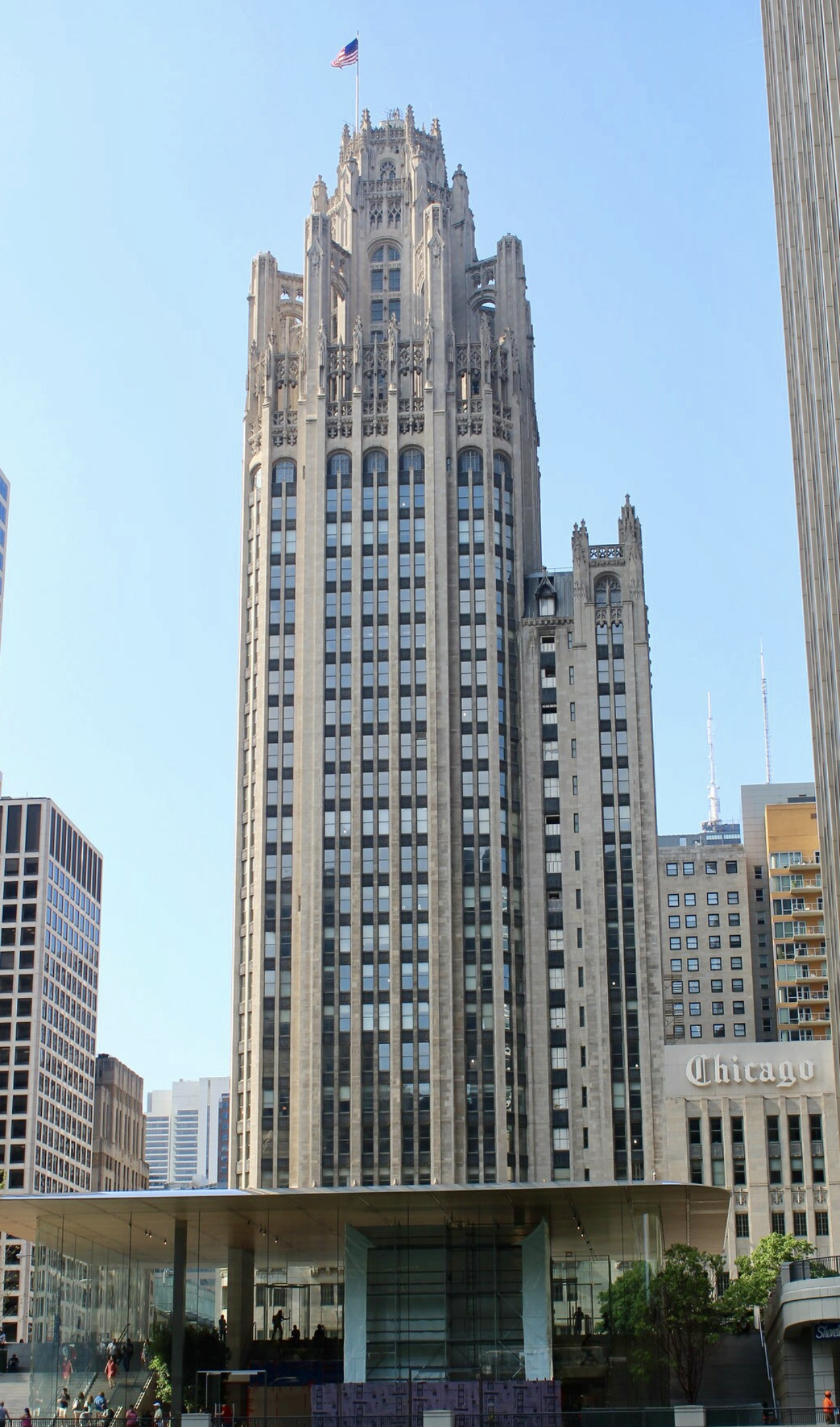
La Tribune Tower, siège du journal.

Le siège du journal est situé dans la Tribune Tower, dans le quartier historique de Michigan–Wacker Historic District, dans le centre de Chicago. En 1922, un concours d'architecture pour la construction du nouveau siège du journal est lancé. 189 candidats américains et étrangers participent mais le projet de Raymond Hood et John Mead Howells est retenu.
Achevée en 1925 et située au 435 Michigan Boulevard, la tour est devenue un des bâtiments les plus emblématiques de la ville avec son style néogothique comprenant sculptures de gargouilles et arcs-boutants qui rappellent le gothique flamboyant de la Cathédrale de Rouen. Sa hauteur est de 141 mètres et elle est protégée au titre des Chicago Landmarks par la ville de Chicago depuis le 1er février 1989.
Outre le siège et la rédaction du journal, la tour abrite également les bureaux du groupe Tribune Company, la radio WGN (propriété du groupe) ainsi également que les bureaux de CNN Chicago.